# Hermann Hillger

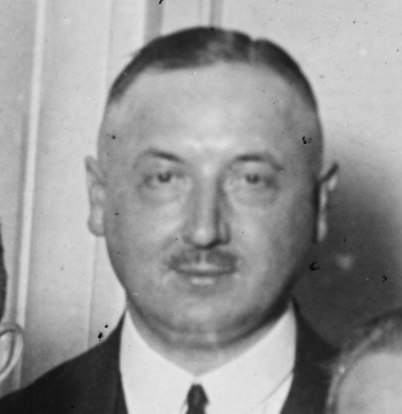
Hermann Hillger (1923)

Hermann Hillger (* 22. August 1865 in Calbe, Provinz Sachsen, Königreich Preußen; † 2. Mai 1945 in Spiegelberg bei Neustadt/Dosse, Provinz Brandenburg) war ein deutscher Verleger, Unternehmer und Landtagsabgeordneter (DNVP).

## Leben und Wirken
Hermann Hillger machte eine Lehre im Papierwarenhandel und in einer Druckerei in Hamburg. 1887 gründete er dort mit 22 Jahren eine eigene Druckerei, sowie um 1890 die Norddeutsche Verlags-Anstalt Hillger & Co.
1891 war er Generalsekretär des Ehrenkomitees, das eine deutsche Handels- und Industrie-Ausstellung in London vorbereitete. Danach war er an weiteren Ausstellungen im Ausland für deutsche Interessen leitend beteiligt, wahrscheinlich auch in den USA. 
1894 gründete er den Hermann Hillger Verlag in Berlin. Dort verlegte er zunächst Reihen von Joseph Kürschner, wie Kürschners Universal-Konversations-Lexikon und Kürschners Bücherschatz. Seine Praxis, diese zuerst ausschließlich durch Zeitschriften als Prämien für deren Abonnenten verbreiten zu lassen, sorgten für einige Beschwerden und Unmut bei den Buchhändlern. Durch weitere Reihen wie die Deutsche Jugendbücherei entwickelte er seinen Verlag schnell zu einem wirtschaftlich erfolgreichen Unternehmen.
Spätestens seit 1914 finanzierte er die Hermann-Hillger-Stiftung zur Unterstützung von Buchhändlern. Während des Ersten Weltkrieges organisierte Hermann Hillger zahlreiche Feldbuchhandel in den Frontabschnitten.
Spätestens seit 1918 war Hermann Hillger Besitzer des 36 ha Guts Spiegelberg bei Neustadt an der Dosse in der Prignitz. Seit 1919 war er Mitglied im Vorstand des Reichslandbundes landwirtschaftlicher Unternehmen und wurde später deren Vorsitzender. 1919 erwarb er den Otto Hendel Verlag in Halle a.d. Saale und 1922 die Mitteldeutsche Verlags-Anstalt Lehmann & Fink. Darüber hinaus war er Verwaltungsratsmitglied der Deutschen Rentenbank und der Rentenbank-Kreditanstalt. Weiterhin betrieb er aktiv sein Gut, welches in der Größe stabil bei 36 ha Grundfläche blieb. Von 1926 bis 1933 investierte er für seinen Besitz, auf Grundlage von einem Darlehen.
Hermann Hillger-Spiegelberg war von 1924 bis 1932 Mitglied des Preußischen Landtages für die Deutschnationale Volkspartei (DNVP). Nach 1933 passte er sich mit seinen Unternehmen den neuen Umständen an, er war aber wahrscheinlich kein NSDAP-Mitglied.
Beim Einmarsch der sowjetischen Soldaten in Neustadt (Dosse) am 2. Mai 1945 nahmen sich er, seine Frau und weitere siebzehn Personen im Gutshaus Spiegelberg das Leben.
Die Hermann-Hillger-Stiftung wurde 1945 weitergeführt. Einige seiner Verlagsrechte übernahm sein ehemaliger Mitteilhaber Holzapfel in der Neuen Darmstädter Verlags-Anstalt.

## Charakterisierung
Hermann Hillger war ein äußerst aktiver Geschäftsmann, der seine Unternehmen erfolgreich führte. Seine politische Grundeinstellung war deutschnational, was ihn aber nicht daran hinderte, in seinem Verlag Werke sozialistischer Autoren wie Maxim Gorki und Ludwig Rubiner zu verlegen.
Mit seiner Hermann-Hillger-Stiftung unterstützte er Buchhändler in wirtschaftlichen Schwierigkeiten.
Nach 1933 gelang es ihm, sich zwar anzupassen, dabei aber eine gewisse Eigenständigkeit zu erhalten.
Dennoch hatte er sich in dieser Zeit offenbar so sehr belastet, dass er 1945 keinen anderen Weg als einen freiwilligen Tod für sich und seine Angehörigen sah.